# José Luis Rodríguez Reys
José Luis Rodríguez Reys (Río Branco, Cerro Largo, 23 de julio de 1933 -Maldonado, 7 de junio de 2020) fue un político uruguayo perteneciente al Partido Nacional.  

## Biografía
Desde joven se dedicó a la actividad comercial y política, ejerciendo diversos cargos gubernamentales en el trascurso de su carrera. 
Fue diputado hasta 1973, cuando las Cámaras fueron disueltas por la dictadura cívico-militar
Ocupó cargos públicos tras el retorno del país a la democracia, como Ministro del Tribunal Electoral entre 1989 y 1994.
Continúa participando en la actividad política de su partido. 
Rodríguez Reys también fue empresario y político desde su juventud, ocupando varios cargos gubernamentales.
Líder de la lista 1633, hasta 2020 fue el único riobranquense que llegó como representante de Cerro Largo, a integrar el parlamento.
Amigo y colaborador de Wilson Ferreira Aldunate, fue diputado hasta el momento de la disolución de las Cámaras el 27 de junio de 1973, por orden de la dictadura cívico-militar que se instauró en Uruguay.
Al regreso del país a la democracia, ocupó diversos cargos públicos, entre ellos fue Ministro de la Corte Electoral en el período 1989-1994, durante la presidencia del Dr. Luis Alberto Lacalle de Herrera. Ha continuado participando en la actividad política de su partido.
- Datos: Q5941697